# East Ayton
East Ayton es una parroquia civil situada en el distrito de Yorkshire del Norte, Inglaterra (Reino Unido). Según el censo de 2021, tiene una población de 1800 habitantes.
Está ubicada al norte de la región de Yorkshire y Humber, cerca de la frontera con la región del Nordeste de Inglaterra, de los montes Peninos, de la costa del mar del Norte y de las ciudades de York y Northallerton —la capital del distrito—.